# Czarny Staw Batyżowiecki
Czarny Staw Batyżowiecki (słow. Čierne pleso, Žump) – niewielki stawek położony na wysokości ok. 1230 m n.p.m. w dolnych partiach Doliny Batyżowieckiej, w słowackiej części Tatr Wysokich. Znajduje się ok. 1 km na północny wschód od Wyżnich Hagów. Staw nie jest pomierzony, nie prowadzą do niego żadne znakowane szlaki turystyczne.
Czarny Staw Batyżowiecki jest małym, zarastającym stawem położonym na niewysokim grzbiecie pomiędzy dwoma potokami – Batyżowieckim Potokiem i Suchą Wodą Batyżowiecką. Staw ma okrągły kształt, dawniej miał ok. 20 m średnicy.